# Burliwyj
Burliwyj ros. Бурливый – radziecki niszczyciel projektu 56, zmodyfikowany według projektu 56PŁO. W służbie od 28 grudnia 1956 do 25 kwietnia 1989 roku, aktywny głównie na Oceanie Spokojnym.

## Budowa i opis techniczny

### Budowa i stan pierwotny
„Burliwyj” został zbudowany (pod numerem 1206) w Stoczni im. 61 Komunardów w Mikołajowie, stępkę położono 5 maja 1954 roku. Okręt został zwodowany 28 stycznia 1956 roku, służbę rozpoczął 28 grudnia 1956 roku. 
Niszczyciel charakteryzował się całkowitą długością 126 metrów (117,9 m na linii wodnej), szerokość wynosiła 12,76 metra, zaś zanurzenie maksymalnie 4,2 metra. Wyporność jednostki to: 2667 ton (standardowa), 2949 ton (normalna) i 3249 ton (pełna).
Napęd stanowiły 2 turbiny parowe TW-8 o mocy 72 000 KM oraz 4 kotły parowe wodnorurkowe KW-76. Jednostka rozwijała prędkość maksymalną 38 węzłów. Przy 14 węzłach mogła ona pokonać 3850 mil morskich.
Uzbrojenie artyleryjskie okrętu składało się z 2 podwójnych dział SM-2-1 kalibru 130 mm L/58 i 4 poczwórnie sprzężonych działek przeciwlotniczych SM-20 ZIF kalibru 45 mm L/76. Niszczyciel dysponował 6 miotaczami bomb głębinowych Burun. Uzbrojenie torpedowe stanowiły 2 pięciorurowe wyrzutnie kalibru 533 mm. Okręt mógł zabierać na pokład również miny morskie.
Załogę okrętu stanowiło 284 ludzi, w tym 19 oficerów.

### Modyfikacje
Okręt zmodernizowano zgodnie z projektem 56PŁO – prace prowadzano od 12 grudnia 1961 do 25 marca 1963 roku w stoczni Dalzawod Nr 200 we Władywostoku.
Zmiany wprowadzono głównie w uzbrojeniu okrętu. Dziobową wyrzutnię torpedową przystosowano do walki z okrętami podwodnymi, rufową wyrzutnię zdemontowano. 
Zamiast miotaczy bomb głębinowych Burun zamontowano 4 rakietowe miotacze RBU-2500. 
W trakcie remontu, już po głównej modernizacji, jako broń przeciwko rakietom lecącym na niskim pułapie, na okręcie zamontowano 2 lub 4 podwójne automatyczne działka 2M-3M kalibru 25 mm. 
Opisane zmiany zwiększyły wyporność okrętu o ok. 450 ton oraz obniżyły maksymalną prędkość jednostki do około 34 węzłów. Zmniejszyła się również liczba załogantów.

## Służba
„Burliwyj” pierwszy rok służby spędził na Morzu Czarnym. W 1957 roku został przebazowany na Daleki Wschód, wszedł w skład Floty Oceanu Spokojnego. W latach 1963–1966 w rezerwie, następnie służba bojowa w Cieśninie Koreańskiej (gdzie udzielił pomocy rybakom w kwietniu 1968 roku), na Morzu Japońskim i Filipińskim. Uczestniczył w manewrach Okiean. 
W rezerwie od 15 lutego 1973 roku, skreślony z listy okrętów 25 kwietnia 1989 roku, sprzedany na złom i odholowany do Chin w 1993 roku. 
Okręt nosił kolejno numery burtowe: 074, 351, 429, 724, 744.